# 長傳寺 (名古屋市)
長傳寺（ちょうでんじ）は、愛知県名古屋市中川区法華二丁目にある日蓮宗の寺院。山号は學立山。
『尾張徇行記』「農屋七分通リホトハ日蓮宗門ノ徒ナリ、サレハ日蓮宗ノ寺両寺アリテ村中ニ神祠ナシ、法華村トナツクルモ宣ナリ」
同町内には同じ日蓮宗寺院、妙傳寺がある。

## 概要
1656年（明暦2年）8月、同じく法華村内にある妙伝寺の隠居であった本学院日縱上人により創建された寺である。第4世の理生院日心上人により、本堂などが整備された。建物は安政の大地震により全壊し、再建には数十年を要したとされる。

## 交通アクセス
- 名古屋市営バス高杉町停留所下車東へ徒歩2分[1]
- 名古屋市営バス中川車庫停留所下車北へ徒歩2分[1]